# Bielizna kielichowa
Bielizna kielichowa – w Kościele katolickim materiały będące zaopatrzeniem kielicha: korporał, palka, puryfikaterz, welon i ewentualnie bursa z włożonym do niej korporałem. Nazwa bielizna pochodzi od tego, że wszystkie te materiały są wykonane z białego płótna (materiału).